# Don Caballero
I Don Caballero sono stati un gruppo rock di Pittsburgh, Pennsylvania. Sono stati spesso classificati come una formazione math rock, nonostante il gruppo non apprezzi questa etichetta. Il gruppo ha preso il nome dal personaggio Guy Caballero della commedia Second City Television di Joe Flaherty.

## Storia
I Don Caballero (chiamati affettuosamente dai fan "Don Cab" o "The Don") si sono formati nell'estate del 1991 e hanno pubblicato cinque album con la Touch and Go Records tra il 1993 e il 2000, quando, a novembre, si sciolsero per poi riformarsi con una nuova formazione nel 2003 ad opera del batterista Damon Che. Da quel momento stipularono un contratto con la Relapse Records e nel maggio del 2006 hanno pubblicato un nuovo album intitolato World Class Listening Problem.

## Componenti

### Membri attuali
- Damon Che Fitzgerald - batteria (1991-in attività)
- Gene Doyle - chitarra (2003-in attività)
- Jason Jouver - basso (2003-in attività)

### Ex membri
- Mike Banfield - chitarra (1991-1999)
- Ian Williams - chitarra (1992-2000)
- Pat Morris - basso (1991-1994, 1997-1998)
- Eric Emm - basso (1998-2000)
- Jeff Ellsworth - chitarra (2003-2007)
- Matt Jencik - basso (1994-1996)
- George Draguns - basso (1994)
- Leonard "Len" Jarabeck - basso (nei primi anni '90, solo dal vivo)
- Dave Reid - basso (nei primi anni '90, solo dal vivo)
- Jon Fine - chitarra (1999, solo dal vivo)

## Discografia

### Album in studio
- 1993 - For Respect
- 1995 - Don Caballero 2
- 1998 - What Burns Never Returns
- 2000 - American Don
- 2006 - World Class Listening Problem
- 2008 - Punkgasm

### Album dal vivo
- 2012 - Gang Banged With a Headache, and Live (2003)
- 2014 - Five Pairs of Crazy Pants. Wear 'Em: Early Caballero (1993)
- 2014 - Look at Them Ellie Mae Wrists Go!: Live Early Caballero (1992) download

### Compilation
- 1999 - Singles Breaking Up (Vol. 1)

### EP
- 1992 - Lucky Father Brown / Belted Sweater / Shoeshine
- 1992 - Unresolved Karma / Puddin' In My Eye
- 1993 - Andandandandandandandand / First Hits
- 1993 - Our Caballero / My Ten-Year-Old Lady is Giving It Away
- 1993 - Our Caballero
- 1996 - Waltor (live) / Shuman Center 91
- 1998 - Trey Dog's Acid / Room Temperature Lounge
- 2016 - Got A Mile, Got A Mile, Got An Inch